# Jako kníže Rohan
Jako kníže Rohan je české televizní drama z roku 1983. Příběh je inspirován novelou Karla Václava Raise „Špáta“.

## Obsah
Chudý bezzemek nemá jiné starosti, než jak nasytí sebe, svou ženu a svou starou matku; jeho život se radikálně změní, když zdědí 15 tisíc zlatých. Konečně nemusí dřít na cizím za pár krejcarů a hrbit se před drsnými sedláky. Osobnost Špáty se začne zcela měnit. Začne žít velkopansky „jako kníže Rohan“. Podporován svou panovačnou matkou utrácí veliké peníze za spousty zbytečností a nakonec opouští i svou skromnou ženu, která se k němu „nehodí“. A proč ne? Má přece 15 tisíc, koupil v Nové Vsi dva domy, z toho jeden na náměstí. Platí za celou hospodu, ale úctu mu to nepřinese. Špáta si vůbec nepřipouští, že by peněz ubývalo, a to ani tehdy, když si začne vypůjčovat od lichváře. Fatální konec na sebe nenechá dlouho čekat.

## Obsazení
| Vladimír Menšík  | podruh Antonín Špáta      |
| Lída Roubíková   | Špátová, Antonínova matka |
| Jana Gýrová      | Baruška, Antonínova žena  |
| Věra Galatíková  | Pacačka                   |
| Ladislav Pešek   | Žežulík                   |
| Libuše Havelková | Žežulíková                |
| Josef Bláha      | Křančil                   |
| Simona Stašová   | Pepi Křančilová           |
| Roman Hemala     | úřední poslíček           |
| Václav Kotva     | Klabík                    |
| Jan Pohan        | poklasný                  |
| Viktor Maurer    | lichvář Jiřička           |
| Mirko Musil      | Kubišta                   |
| Jan Faltýnek     | Břízek                    |
| Robert Vrchota   | hostinský                 |
| Karel Houska     | doktor                    |

Dále hrají: Karel Hovorka, Rudolf Kalina, Vladimír Pospíšil, Jana Robenková, Zdeňka Sajfertová, Libuše Štědrá, Zdeňka Tichá, Jitka Zelenohorská

## Tvůrci a štáb
- Režie: Zdeněk Kubeček
- Předloha: Karel Václav Rais (novela Špáta)
- Scénář: Jiří Zdeněk Novák
- Dramaturg: Bohumila Zelenková
- Hlavní kameraman: Eduard Landisch
- Vedoucí výrobního štábu: Jiřina Pokorná
- Hudba: Vítězslav Hádl
- Výtvarník scény: Leopold Zeman
- Výtvarník kostýmů: Petr Diviš
- Zvuk: Svatava Hrubcová
- Střih: Jana Malásková
- Kameramani: Miloš Horák, Bohuslav Kudláček, Jan Novák
- Masky: Josef Adamička, Květa Holasová
- Skript: Zuzana Folkertová
- Pomocná režie: Alena Kopalová
- Asistent režie: Emília Pekárová

## Produkční a technické údaje
- Premiéra: 8. leden 1984, I. program Československé televize (od 20:10)
- Výroba: Československá televize Praha, Hlavní redakce dramatických pořadů, © 1983
- Barva: barevný
- Jazyk: čeština
- Délka: cca 77 minut
- Formát obrazu: 4:3